# 티아우아나코
티아우아나코(스페인어: Tiahuanaco 또는 Tiahuanacu) 또는 티와나쿠(Tiwanaku)는 볼리비아에 있는 콜럼버스 이전의 시대의 고고학적 유적이다. 안데스에 대해 연구하는 학자들은 티아우아나코가 약 500년 동안 관례적, 행정적 수도로서 번영한 잉카 제국의 가장 중요한 전조 가운데 하나임을 인정하였다. 고대 도시 국가의 페허는 티티카카호의 남동쪽 해안 근처, 라파스에서 약 72킬로미터(44마일) 서쪽에 있다. 2000년에 유적의 중요성을 인정받아 유네스코 세계 문화 유산에 지정되었다.

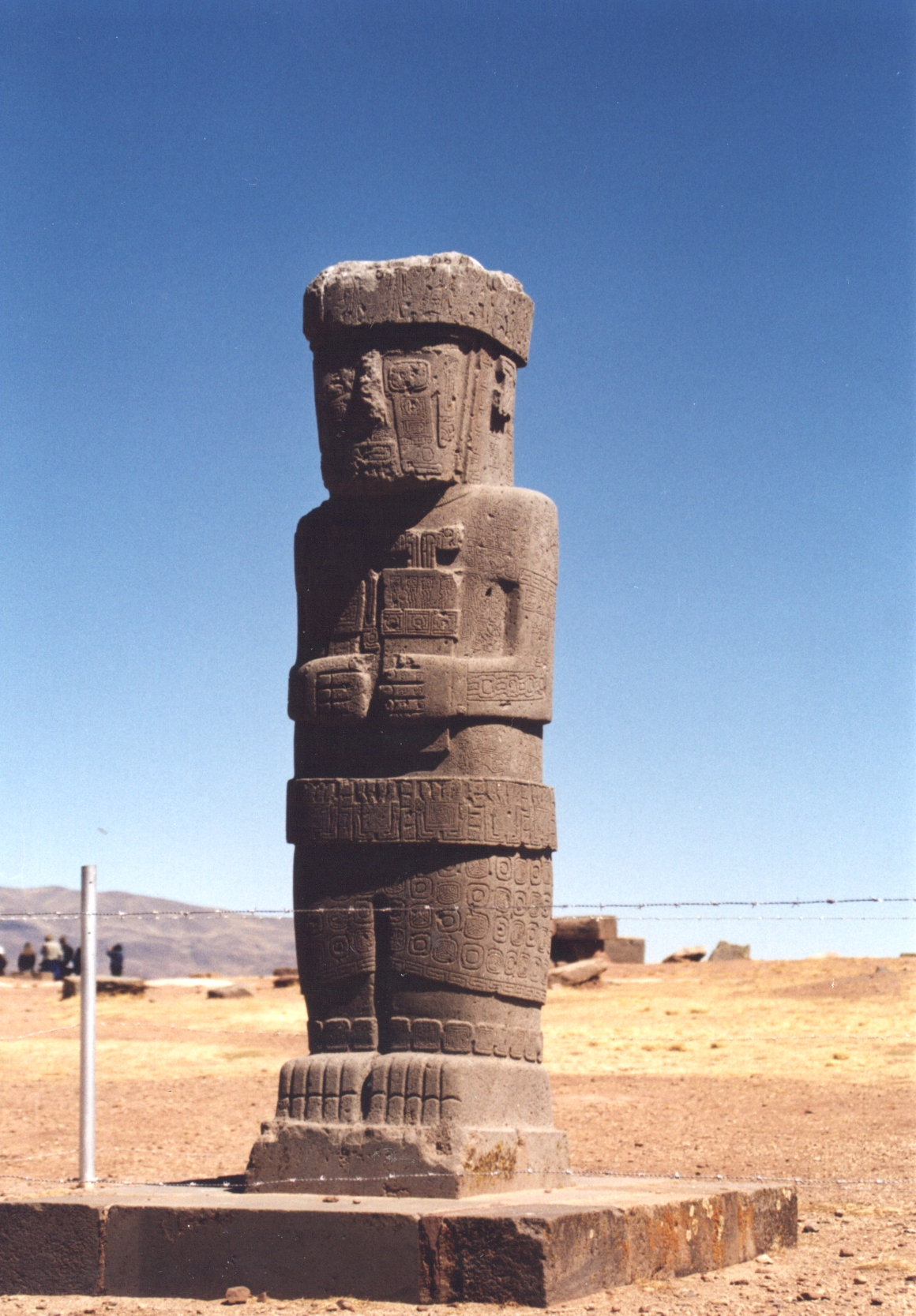
티아우아나코 석상

## 같이 보기
- 푸마 푼쿠